# Aphoebantus hirsutus
Aphoebantus hirsutus är en tvåvingeart som beskrevs av Daniel William Coquillett 1886. Aphoebantus hirsutus ingår i släktet Aphoebantus och familjen svävflugor. Inga underarter finns listade i Catalogue of Life.